# Karl Fagerström
Karl Olov Fagerström (Rättvik, Suecia, 23 de julio de 1946) es un psicólogo sueco, especialista en la lucha contra el tabaquismo, conocido por idear el Test de Fagerström en el año 1978.

## Biografía
Karl Fagerström cursó estudios en la Universidad de Uppsala donde se graduó en Psicología Clínica en el año 1975, dirigiendo una unidad de Tabaquismo.
En 1981 obtuvo el doctorado mediante la realización de su Tesis doctoral sobre dependencia por la nicotina y tratamiento del tabaquismo.
Desde 1970 hasta principios de la década de los años 80 fue editor de la publicación científica Scandinavian Journal for Behaviour Therapy
Desde 1983 hasta 1997 trabajó para Pharmacia & Upjohn como Director de Información científica de los productos de terapia sustitutiva con nicotina, siendo su presidente entre los años 1999 y 2003

## Publicaciones
- Tratado de tabaquismy.[3]
- The Tobacco Epidemic (Progress in Respiratory Research).[4]